# Roger de Vilmorin
Pour les articles homonymes, voir Vilmorin.
Pour les autres membres de la famille, voir Famille de Vilmorin.
Roger Marie Vincent Philippe Lévêque de Vilmorin, né le 12 septembre 1905 à Paris et mort le 20 juillet 1980 à Verrières-le-Buisson, est un horticulteur et un généticien français.

## Biographie

### Famille
Roger de Vilmorin est le fils naturel de Mélanie de Gaufridy de Dortan (1876-1937) et du roi Alphonse XIII d'Espagne (dont c'est l'un des cinq enfants naturels). Il a toutefois été reconnu par l'époux de sa mère, Philippe de Vilmorin,.

### Carrière scientifique
Il dirige les services scientifiques de la société Vilmorin-Andrieux de 1926 à 1964. Il devient membre de l’Académie d’agriculture en 1946 et dirige l’institution en 1961. Il est président de la Société botanique de France en 1953-1954 et membre du Comité international de nomenclature botanique de 1954 à 1972.

## Distinctions
En 1990, Roger de Vilmorin et son frère Olivier de Vilmorin ont été élevés au rang de Juste parmi les nations par le Comité pour Yad Vashem pour leurs actions durant la Seconde Guerre mondiale : ils ont caché, à partir de 1942, dans leur propriété de Verrières-le-Buisson la famille Meller et leurs trois enfants.
Roger de Vilmorin était Officier dans l'ordre des Palmes Académiques et dans l'ordre de la Légion d'Honneur ; il était Commandeur dans l'ordre du Mérite agricole ; et chevalier de l'ordre national du Mérite.